# Nephrotoma pamirensis
Nephrotoma pamirensis är en tvåvingeart som först beskrevs av Günther Enderlein 1933.  Nephrotoma pamirensis ingår i släktet Nephrotoma och familjen storharkrankar. Inga underarter finns listade i Catalogue of Life.